# Cubry-lès-Faverney
Cubry-lès-Faverney település Franciaországban, Haute-Saône megyében. Lakosainak száma 186 fő (2022. január 1.). Cubry-lès-Faverney Bourguignon-lès-Conflans, Menoux, Mersuay és Saint-Rémy-en-Comté községekkel határos.

## Népesség
A település népességének változása:
| Lakosok száma | 159  | 171  | 181  | 178  | 180  | 181  | 185  | 184  | 186  |
|               | 2013 | 2015 | 2016 | 2017 | 2018 | 2019 | 2020 | 2021 | 2022 |